# Graham Moore (sceneggiatore)
Graham Moore (Chicago, 18 ottobre 1981) è uno sceneggiatore e scrittore statunitense.

## Biografia
Nel 2015 ha vinto l'Oscar alla miglior sceneggiatura non originale, ha ricevuto la candidatura al Golden Globe per la migliore sceneggiatura, al Satellite Award per la miglior sceneggiatura non originale e due candidature ai Premi BAFTA per The Imitation Game. Debutta alla regia con il film The Outfit, di cui ha scritto la sceneggiatura insieme a Johnathan McClain.

## Filmografia parziale

### Sceneggiatore

#### Cinema
- The Imitation Game, regia di Morten Tyldum (2014)
- The Outfit (2022) - anche regista

#### Cortometraggi
- Pirates vs. Ninjas (2005)
- The Waiting Room (2008) - anche regista